# Bukowina Obidowska
Bukowina Obidowska (1040 m n.p.m.) – góra w Gorcach, w zachodniej części grzbietu opadającego z Miejskiego Wierchu w kierunku Klikuszowej. Północne i zachodnie stoki opadają do doliny Lepietnicy, południowe do doliny Czarnego Dunajca. W południowo-zachodnim kierunku do miejscowości Klikuszowa opada z jej szczytu długi grzbiet, w górnej części noszący nazwę Matyjowa, w dolnej Czarny Dział. Bukowina Obidowska wznosi się nad trzema miejscowościami: Obidowa (w dolinie Lepietnicy), Klikuszowa (stoki zachodnie) i Nowy Targ (stoki południowe). W jej stoki wcina się kilku potoków, są to: Białoniowski Potok, Węgrów Potok, Łazienowski Potok, Klikuszówka, Zadział i Robów.
Bukowina Obidowska jest w większości porośnięta lasem, ale znaczna część dolnych jej stoków to tereny otwarte – pola uprawne i zabudowania otaczających ją miejscowości. Również na jej grzbiecie i stokach jest wiele polan, niektóre mają na mapie własne nazwy, są to polany: Matyjówka, Polana Łapsowa Wyżna, Dziaciowa, Rożnowa. Z polan tych rozciągają się panoramy widokowe, na niektórych znajdują się kapliczki. Poniżej szczytu znajduje się węzeł szlaków turystycznych.
Dawniej na szczycie istniała drewniana wieża pomiarowa. W rumoszu kamiennym pod nią znaleziono kamień ze starymi znakami granicznymi. Ciekawa flora. M.in. stwierdzono tutaj występowanie widlicza Isslera – bardzo rzadkiej rośliny, w Polsce znanej tylko z kilkunastu stanowisk.

## Szlaki turystyki pieszej
Klikuszowa – Dziaciowa – Bukowina Obidowska – Roznowa – Dermowa – Hrube – Miejski Wierch. Odległość 8,6 km, suma podejść 360 m, suma zejść 60 m, czas przejścia 2 godz. 15 min, z powrotem 1 godz. 15 min.